# Rhytidoponera acanthoponeroides
Rhytidoponera acanthoponeroides är en myrart som beskrevs av Hugo Viehmeyer 1924. Rhytidoponera acanthoponeroides ingår i släktet Rhytidoponera och familjen myror. Inga underarter finns listade i Catalogue of Life.